# Ocaña (Castille-La Manche)
Pour les articles homonymes, voir Ocaña.
Ocaña est une commune d'Espagne de la province de Tolède dans la communauté autonome de Castille-La Manche.

## Histoire
C'est dans cette localité qu'a eu lieu, le 19 novembre 1809, la bataille d'Ocaña, opposant les troupes françaises du maréchal Soult et les troupes espagnoles du général Juan Carlos de Aréizaga.

## Administration
| Période                                  | Période  | Identité               | Étiquette                         | Qualité |
| ---------------------------------------- | -------- | ---------------------- | --------------------------------- | ------- |
| 2019                                     | En cours | Eduardo Jiménez García | Parti socialiste ouvrier espagnol |         |
| Les données manquantes sont à compléter. |          |                        |                                   |         |

## Culture
- Confrérie de Sainte Véronique d'Ocaña

## Personnalités liées à la ville
- Cypriano de Soarez (1524-1593), prêtre jésuite, humaniste et écrivain de renom.
- Jorge Manrique, (1440 ?-1479), poète auteur des Stances sur la mort de son père (en castillan Coplas por la muerte de su padre).